# Aike
Aike är en by i civil parish Lockington, i distriktet East Riding of Yorkshire, i grevskapet East Riding of Yorkshire, i England. Byn är belägen 6 km från Beverley. Aike var en civil parish 1866–1935 när blev den en del av Lockington. Civil parish hade 48 invånare år 1931. Byn nämndes i Domedagsboken (Domesday Book) år 1086, och kallades då Ach.